# Circonscription autonomique de Cantabrie
Ne doit pas être confondu avec Circonscription électorale de Cantabrie.
La circonscription électorale de Cantabrie est l'unique circonscription électorale pour les élections autonomiques au Parlement de Cantabrie.
Elle correspond géographiquement à la Cantabrie.

## Synthèse
| AP & alliés |       | 18 | 19 |    |    |    |    |    |    |    |    |    |  |  |
| PSOE        |       | 15 | 13 | 16 | 10 | 14 | 13 | 10 | 7  | 5  | 7  | 8  |  |  |
| PRC         |       | 2  | 5  | 2  | 6  | 6  | 8  | 12 | 12 | 12 | 14 | 8  |  |  |
| CDS         |       |    | 2  |    |    |    |    |    |    |    |    |    |  |  |
| UPCA        |       |    |    | 15 | 7  |    |    |    |    |    |    |    |  |  |
| PP          |       |    |    | 6  | 13 | 19 | 18 | 17 | 20 | 13 | 9  | 15 |  |  |
| IU          |       |    |    |    | 3  |    |    |    |    |    |    |    |  |  |
| Podemos     |       |    |    |    |    |    |    |    |    | 3  |    |    |  |  |
| Cs          |       |    |    |    |    |    |    |    |    | 2  | 3  |    |  |  |
| Vox         |       |    |    |    |    |    |    |    |    |    | 2  | 4  |  |  |
|             |       |    |    |    |    |    |    |    |    |    |    |    |  |  |
| Total       | Total | 35 | 39 | 39 | 39 | 39 | 39 | 39 | 39 | 35 | 35 | 35 |  |  |

## Résultats détaillés

### 1983
| Parti     | Parti | Députés élus |
| --------- | ----- | --- |
| AP-PDP-UL |       | José Antonio Rodríguez Martínez, Guillermo Gómez Martínez-Conde, Ambrosio Calzada Hernández, Federico Santamaría Velasco, Jesús Díaz Fernández, Ángel Díaz de Entresotos, José Ramón Montes González, Manuel Pardo Castillo, José Luis Vallines Díaz, Joaquín Fernández San Emeterio, María Teresa Fernández García, José María Alonso Blanco, Adolfo Pajares Compostizo, Alberto José Mateo del Peral, Antonio Fernández Enríquez, José Martínez Rodríguez, Roberto Bedoya Arroyo, Fernando Astobiza Fernández |
| PSC-PSOE  |       | Jaime Blanco, Jesús Cabezón Alonso, Enrique Ambrosio Orizaola, Juan González Bedoya, Luis Sainz Aja, Adolfo Linares Saiz, Isaac Aja Muela, Tomás Fernández Fernández, José Luis Marcos Flores, José Luis Ibáñez Cruz, Martín Silván Delgado, Celestino Méndez Díaz, María Ángeles Ruiz-Tagle Morales, Daniel Mediavilla de la Hera, Miguel Ángel Palacio García |
| PRC       |       | Miguel Ángel Revilla, Esteban Solana Lavín |

### 1987
| Parti     | Parti | Députés élus |
| --------- | ----- | --- |
| AP-PDP-UL |       | Juan Hormaechea, Roberto de Bedoya Arroyo, José Parra Belenguer, Vicente de la Hera Llorente, José Luis Vallines Díaz, Luis Alberto Rodríguez González, José Antonio Arce Bezanilla, Leandro Valle González-Torre, Manuel Gutiérrez Elorza, Julián Francisco Fernández-Cotero Fernández, Gonzalo Piñeiro García-Lago, Adolfo Pajares Compostizo, Daniel Gallejones Prieto, Joaquín Fernández San Emeterio, Manuel Pardo Castillo, Carlos Manuel Saiz Martínez, José María Alonso Blanco, María Gema Díaz Villegas, Dionisio Ramón García Cortázar |
| PSC-PSOE  |       | Jaime Blanco, Juan González Bedoya, Ángel Duque Herrera, Manuel Sebastián Cuesta, Antonio Lombardo Berrizbeitia, Jesús González Amaliach, Carmen Calderón Gutiérrez, Isaac Aja Muela, Juan Ramón López Revuelta, Juan José Sota Verdión, Joaquín Díaz Rodríguez, Pilar Quintanal Alonso, Mariano González Gómez |
| PRC       |       | Miguel Ángel Revilla, Eduardo Obregón Barreda, Esteban Solana Lavín, Manuel Rotella Gómez, Ricardo Conde Yagüe |
| CDS       |       | Manuel Garrido Martínez, Censuro Ayllón Martínez |

### 1991
| Parti    | Parti | Députés élus |
| -------- | ----- | --- |
| PSC-PSOE |       | Jaime Blanco, Ángel Duque Herrera, Miguel Ángel Palacio García, Juan José Sota Verdión, Juan Ramón López Revuelta, Lola Gorostiaga, Gerardo Bazo Echevarría, José Luis Marcos Flores, Isaac Aja Muela, Jesús González Amaliach, Carmen Calderón Gutiérrez, Mariano González Gómez, Fernando Villoria Díez, José Guerrero López, Emiliano Corral Gutiérrez, Clara Isabel Roza Grande                                        |
| UPCA     |       | Juan Hormaechea, Roberto de Bedoya Arroyo, Vicente de la Hera Llorente, Joaquín Fernández San Emeterio, Dionisio Ramón García Cortázar, Luis Alberto Rodríguez González, José Parra Belenguer, Manuel Gutiérrez Elorza, Julián Francisco Fernández-Cotero Fernández, Pablo García Suárez, José Manuel Becerril Rodríguez, Jesús Díaz Gómez, Daniel Gallejones Prieto, Juan José Rodríguez Revuelta, José Martínez Martínez |
| PP       |       | José Luis Vallines Díaz, Francisco Javier Rodríguez Ardueso, José Antonio Arce Bezanilla, Adolfo Pajares Compostizo, Gonzalo Piñeiro García-Lago, José María Alonso Blanco |
| PRC      |       | Miguel Ángel Revilla, Rafael de la Sierra González |

### 1999
| Parti | Parti | Députés élus |
| ----- | ----- | --- |
| PP    |       | José Joaquín Martínez Sieso, Gonzalo Piñeiro García-Lago, María Nieves Maza Carrascal, José Luis Gil Díaz, María Sofía Juaristi Zalduendo, Carlos Manuel Saiz Martínez, Francisco Javier Rodríguez Argüeso, Adolfo Pajares Compostizo, María Gema Díaz Villegas, Jaime del Barrio Seoane, María Luisa Peón Pérez, Yolanda Pérez-Oleaga Varona, Calixto García Gómez, Jerónimo Antonio Velasco Pérez, María Isabel Urrutia de los Mozos, María José Sáenz de Buruaga, Manuel Blanco Díaz, María Antonia Cortabitarte Tazón, Evaristo Domínguez Dosal |
| PSOE  |       | Macario Ángel Duque Herrera, Luisa Ortiz Martínez, Jesús Cabezón Alonso, Julio Francisco Neira Jiménez, Rosa Inés García Ortiz, Miguel Ángel Palacio García, Ángel Agudo San Emeterio, Avelina Saldaña Valtierra, Tomás Rivero Herrero, Rosa Eva Díaz Tezanos, María Pilar Gutiérrez Ocerín, Martín Berriolope Muñecas, Lucrecia Santamaría Gabancho, José Guerrero López |
| PRC   |       | Miguel Ángel Revilla, Rafael de la Sierra González, Santos Fernández Revolvo, Francisco Javier López Marcano, Rafael Fernando Pérez Tezanos, Jesús Fernando Gutiérrez Castro |

### 2003
| Parti | Parti | Députés élus |
| ----- | ----- | --- |
| PP    |       | José Joaquín Martínez Sieso, Gonzalo Piñeiro García-Lago, María Mercedes Toribio Ruiz, José Luis Gil Díaz, María Sofía Juaristi Zalduendo, Francisco Javier Rodríguez Argüeso, Ignacio Diego, María Luisa Peón Pérez, Jaime del Barrio Seoane, Cristina Mazas Pérez-Oleaga, José Antonio Cagigas Rodríguez, María Gema Díaz Villegas, Calixto García Gómez, María José Sáenz de Buruaga, Pedro José Nalda Condado, María Isabel Urrutia de los Mozos, Juan José Fernández Gómez, Tamara González Sanz |
| PSOE  |       | Lola Gorostiaga, Miguel Ángel Palacio García, Rosa Eva Díaz Tezanos, Martín Berriolope Muñecas, María del Carmen Pérez Oso, Raúl Gil Benito, María Cristina Pereda Postigo, Ángel Agudo San Emeterio, Purificación Sáez González, Arturo Roiz García, María Gloria Gómez Santamaría, Jesús Morlote Portilla, Ana Isabel Méndez Sáinz-Maza |
| PRC   |       | Miguel Ángel Revilla, Rafael de la Sierra González, Francisco Javier López Marcano, Santos Fernández Revolvo, José Vicente Mediavilla Cabo, Rafael Fernando Pérez Tezanos, María Rosa Valdés Huidobro, Fernando Muguruza Galán |

### 2007
| Parti | Parti | Députés élus |
| ----- | ----- | --- |
| PP    |       | Ignacio Diego, Íñigo de la Serna, María José Sáenz de Buruaga, María Mercedes Toribio Ruiz, Ildefonso Calderón Ciriza, Francisco Javier Rodríguez Argüeso, Cristina Mazas Pérez-Oleaga, Julio Bartolomé Presmanes, José Manuel Igual Ortiz, María Isabel Urrutia de los Mozos, José Antonio Cagigas Rodríguez, Eduardo Van den Eynde Ceruti, Tamara González Sanz, Alfonso Gutiérrez Cuevas, María Antonia Cortabitarte Tazón, Luis Carlos Albalá Bolado, Calixto García Gómez |
| PRC   |       | Miguel Ángel Revilla, Rafael de la Sierra González, Francisco Javier López Marcano, María Mercedes Larumbe Cano, María Rosa Valdés Huidobro, José Vicente Mediavilla Cabo, Rafael Fernando Pérez Tezanos, María Teresa Noceda Llano, María Alodia Blanco Santamaría, Luis Fernando Fernández Fernández, Luisa Eva Bartolomé Arciniega, María Matilde Ruiz García |
| PSOE  |       | Lola Gorostiaga, Miguel Ángel Palacio García, Rosa Eva Díaz Tezanos, Martín Berriolope Muñecas, Purificación Sáez González, Ángel Agudo San Emeterio, María Cristina Pereda Postigo, Javier García-Oliva Mascarós, Ruth Carrasco Ruiz, Arturo Roiz García |

### 2011
| Parti | Parti | Députés élus |
| ----- | ----- | --- |
| PP    |       | Ignacio Diego, Íñigo de la Serna, María José Sáenz de Buruaga, Cristina Mazas Pérez-Oleaga, Francisco Javier Rodríguez Argüeso, María Mercedes Toribio Ruiz, Ildefonso Calderón Ciriza, José Manuel Igual Ortiz, Ruth Beitia, José Antonio Cagigas Rodríguez, Julio Bartolomé Presmanes, María Isabel Urrutia de los Mozos, Íñigo Fernández García, Luis Carlos Albalá Bolado, María Antonia Cortabitarte Tazón, Eduardo Van den Eynde Ceruti, Tamara González Sanz, Miguel Ángel Lavín Ruiz, Carlos Bedia Collantes, María Esther Merino Portugal |
| PRC   |       | Miguel Ángel Revilla, Rafael de la Sierra González, Francisco Javier López Marcano, Luisa Eva Bartolomé Arciniega, Tomasa Concepción Solanas Guerrero, Luis Fernando Fernández Fernández, María Teresa Noceda Llano, José María Ángel Mazón Ramos, María Alodia Blanco Santamaría, Rafael Fernando Pérez Tezanos, María Rosa Valdés Huidobro, María Matilde Ruiz García |
| PSOE  |       | Lola Gorostiaga, Rosa Eva Díaz Tezanos, Miguel Ángel Palacio García, Juan Antonio Guimerans Albo, Ángel Agudo San Emeterio, Francisco Javier Fernández Mañanes, Ana Isabel Méndez Sáinz-Maza |

- Íñigo de la Serna (PP) ne siège pas et est remplacé dès l'ouverture de la législature par Pedro Luis Gutiérrez González.
- Isabel Urrutia (PP) est remplacée en juillet 2011 par Julio Cabrero Carral.
- Ángel Agudo (PSC-PSOE) est remplacé en septembre 2011 par María Cristina Pereda Postigo.

### 2015
| Parti      | Parti | Députés élus |
| ---------- | ----- | --- |
| PP         |       | Ignacio Diego, María José Sáenz de Buruaga, Íñigo de la Serna, Ildefonso Calderón Ciriza, Cristina Mazas Pérez-Oleaga, Ruth Beitia, María Mercedes Toribio Ruiz, Francisco Javier Rodríguez Argüeso, Santiago Recio Esteban, José Manuel Igual Ortiz, María Isabel Urrutia de los Mozos, Luis Carlos Albalá Bolado, Eduardo Van den Eynde Ceruti |
| PRC        |       | Miguel Ángel Revilla, Marina Lombo Gutiérrez, Rafael de la Sierra González, Paula Fernández Viaña, Francisco Javier López Marcano, María Teresa Noceda Llano, José María Ángel Mazón Ramos, María Matilde Ruiz García, Luis Fernando Fernández Fernández, Pedro José Hernando García, María Rosa Valdés Huidobro, Juan Guillermo Blanco Gómez    |
| PSC-PSOE   |       | Rosa Eva Díaz Tezanos, Ramón Ruiz Ruiz, Lola Gorostiaga, Miguel Ángel Palacio García, Ana Isabel Méndez Sáinz-Maza, |
| Podemos    |       | José Ramón Blanco Gutiérrez, Verónica Ordóñez López, Alberto Bolado Donis |
| Ciudadanos |       | Rubén Gómez González, Juan Ramón Carrancio Dulanto |

- Javier López Marcano (PRC) ne siège pas et est remplacé dès l'ouverture de la législature par José Miguel Fernández Viadero.
- Marina Lombo (PRC) est remplacée en juillet 2015 par Ana Obregón Abascal.
- Paula Fernández (PRC) est remplacée en juillet 2015 par Rosa Carmen Díaz Fernández.
- Ramón Ruiz (PSC-PSOE) est remplacé en juillet 2015 par Silvia Abascal Diego.
- Miguel Ángel Palacio (PSC-PSOE) est remplacé en juillet 2015 par Víctor Casal Guillén.
- Isabel Méndez (PSC-PSOE) est remplacée en juillet 2015 par Guillermo del Corral.
- Guillermo Blanco (PRC) est remplacé en septembre 2015 par Ángel Sainz Ruiz.
- José María Mazón (PRC) est remplacé en novembre 2015 par Francisco Ortiz Uriarte.
- Ruth Beitia (PP) est remplacée en 2019 par María Antonia Cortabitarte Tazón.
- Ildefonso Calderón (PP) est remplacé en février 2019 par Miguel Ángel Lavín Ruiz.
- Fernando Fernández (PRC) démissionne en mars 2019 et n'est pas remplacé.
- Rubén Gómez (Cs), élu au Congrès des députés, démissionne en mai 2019 et n'est pas remplacé.

### 2019
| Parti      | Parti | Députés élus |
| ---------- | ----- | --- |
| PRC        |       | Miguel Ángel Revilla, Paula Fernández Viaña, Rafael de la Sierra González, Rosa Carmen Díaz Fernández, Javier López Estrada, Emilia María Aguirre Ventosa, Juan Guillermo Blanco Gómez, Pedro José Hernando García, María Teresa Noceda Llano, Francisco Ortiz Uriarte, Ana Obregón Abascal, José Miguel Fernández Viadero, José Miguel Barrio Fernández, María de los Ángeles Matanzas Rodríguez |
| PP         |       | María José Sáenz de Buruaga, Lorenzo Vidal de la Peña López-Tormos, María José González Revuelta, Pedro Gómez Gómez, Íñigo Fernández García, María Isabel Urrutia de los Mozos, César Pascual Fernández, Álvaro Aguirre Perales, Roberto Media Sainz |
| PSC-PSOE   |       | Pablo Zuloaga Martínez, Noelia Cobo Pérez, Jorge Gutiérrez Martín, Paz Mercedes de la Cuesta Aguado, Joaquín Gómez Gómez, María Sánchez Ruiz, Javier García-Oliva Mascarós |
| Ciudadanos |       | Félix Álvarez Palleiro, Marta García Martínez, Diego Marañón García |
| Vox        |       | Cristóbal Palacio Ruiz, Armando Antonio Blanco Torcal |

- Rafael de la Sierra (PRC), mort en fonction, est remplacé en juin 2019 par Pablo Diestro Eguren.
- Guillermo Blanco (PRC) est remplacé en septembre 2019 par Mónica Quevedo Aguado.
- María Sánchez (PSC-PSOE) est remplacée en septembre 2019 par Eva Salmón Calva.
- Jorge Gutiérrez (PSC-PSOE) est remplacé en octobre 2019 par Yolanda Algorri Mier.

### 2023
| Parti    | Parti | Députés élus |
| -------- | ----- | --- |
| PP       |       | María José Sáenz de Buruaga, Gema Igual Ortiz, Juan José Alonso Venero, Carlos Alberto Caramés Luengo, María José González Revuelta, Íñigo Fernández García, María Jesús Susinos Tarrero, Roberto Media Sainz, Miguel Ángel Vargas San Emeterio, María Isabel Urrutia de los Mozos, Alejandro Liz Cacho, Tamara González Sanz, Cándido Manuel Cobo Fernández, María Belén Ceballos de la Herrán, Álvaro Aguirre Perales |
| PRC      |       | Miguel Ángel Revilla, Paula Fernández Viaña, Francisco Javier López Marcano, Juan Guillermo Blanco Gómez, Rosa Carmen Díaz Fernández, Pedro José Hernando García, Javier López Estrada, María Teresa Noceda Llano |
| PSC-PSOE |       | Pablo Zuloaga Martínez, Noelia Cobo Pérez, Joaquín Gómez Gómez, Eugenia Gómez de Diego, Raúl Pesquera Cabezas, Ana Belén Álvarez Fernández, Mario Iglesias Iglesias, Eva Salmón Calva |
| Vox      |       | Leticia Díaz Rodríguez, Cristóbal Palacio Ruiz, Armando Antonio Blanco Torcal, Natividad Pérez Salazar |

- Roberto Media (PP) est remplacé le 19 juillet 2023 par Rafael de la Gándara Porres.
- Isabel Urrutia (PP) est remplacée le 19 juillet 2023 par Alfonso Gutiérrez Roiz.
- Tamara González (PP) est remplacée le 19 juillet 2023 par María Yolanda García Fernández.
- Noelia Cobo (PSOE), élue au Congrès des députés, est remplacée le 18 septembre 2023 par Jorge Gutiérrez Martín.
- Eugenia Gómez de Diego (PSOE), nommée déléguée du gouvernement, est remplacée le 18 décembre 2023 par Norak Cruz Dunne.